# Akron Firestone Non-Skids
Los Akron Firestone Non-Skids fueron un equipo de baloncesto que jugó en la National Basketball League (NBL), competición antecesora de la actual NBA, con sede en la ciudad de Akron (Ohio). Fue fundado en 1937. El equipo era propiedad de Firestone Tire and Rubber Company, con sede en Akron.

## Historia
Los Non-Skids fueron fundados por Firestone como un equipo industrial amateur. Al igual que otros equipos industriales de la época, los jugadores eran empleados de la empresa, aunque no se les pagaba por jugar al baloncesto a pesar de que mantenían sus empleos gracias al deporte. Los Non-Skids debutaron en la National Basketball League en 1932, una liga que duró únicamente una temporada, y ganaron a los Indianapolis Kautskys en la final por 32-31 en Indianápolis. 
En 1935, los Non-Skids se unieron a la Midwest Basketball Conference, y en su primera temporada lideraron la División Oeste con un balance de 11 victorias y 7 derrotas. Sin embargo, en los playoffs cayeron en semifinales ante los Duffy Florals de Chicago por 33-30. En la siguiente temporada el equipo acabó segundo en la División Este por detrás de los Akron Goodyear Wingfoots, rival que eliminó a los Non-Skids en los playoffs en dos partidos.
En 1937, Firestone, General Electric y Goodyear crearon la National Basketball League. En ella, los Non-Skids se proclamaron campeones en 1939 y 1940, batiendo a los Oshkosh All-Stars en ambos años en las Finales. Después de la temporada 1940–1941, los Akron Firestone Non-Skids desaparecieron, dejando a los Akron Goodyear Wingfoots como el único representante de Akron en la NBL.

### Trayectoria
Nota: G: Partidos ganados P:Partidos perdidos 
| Temporada | Liga | G  | P  | %    | Posición | División       | Play-offs             |
| --------- | ---- | -- | -- | ---- | -------- | -------------- | --------------------- |
| 1932-33   | NBL  | 10 | 1  | .909 | 1º       | Grupo único    | Campeones de la NBL   |
| 1935-36   | MBC  | 11 | 7  | .611 | 1º       | División Oeste | Pierde en Semifinales |
| 1936-37   | MBC  | 13 | 5  | .722 | 2º       | División Este  | Pierde en Semifinales |
| 1937-38   | NBL  | 14 | 4  | .778 | 1º       | División Este  | Pierde en Semifinales |
| 1938-39   | NBL  | 24 | 3  | .889 | 1º       | División Este  | Campeones de la NBL   |
| 1939-40   | NBL  | 18 | 9  | .667 | 1º       | División Este  | Campeones de la NBL   |
| 1940-41   | NBL  | 13 | 11 | .542 | 3º       | Grupo único    | Pierde en Semifinales |